# Allopauropus alsiosus
Allopauropus alsiosus är en mångfotingart som beskrevs av Paul Auguste Remy och Balland 1957. Allopauropus alsiosus ingår i släktet småfåfotingar, och familjen fåfotingar. Inga underarter finns listade i Catalogue of Life.